# 迭戈·卢加诺
迪亞高·阿爾費雷德·盧根奴·莫雷諾（西班牙語：Diego Alfredo Lugano Moreno，1980年11月2日—），出生在卡內洛內斯，是一名烏拉圭足球員，司職中堅。現時效力巴西甲組足球聯賽球會聖保羅足球會。
他曾效力蒙特維多國民隊、佩萊紮、聖保羅、費倫巴治、巴黎聖日耳門、馬拉加和西布朗。他曾是烏拉圭國家足球隊的隊長。

## 球會
早年
2005年，出任中堅的盧根奴帶領聖保羅贏得聖保羅州足球甲級聯賽、南美自由盃和在東京舉辦的國際足協世界冠軍球會盃。同年，他獲選為南美洲最佳後衛。他領導才能，和他樂意爭奪皮球，都受到聖保羅球迷的高度讚揚，他至今仍然被他們視為偶像。他亦提到自己與球會仍然保持著良好的關係。
2006年，盧根奴雖然帶領球隊打入南美自由盃決賽，卻最終不敵對手而僅獲亞軍。
費倫巴治
2006年8月21日，盧根奴以750萬歐羅的轉會費加盟費倫巴治，並簽訂四年合約。他與前隊友埃杜·德拉塞纳所組成的強而有力的防線，協助費倫巴治在成立100週年贏得冠軍。
盧根奴經常出其不意地進攻，例如接應死球以頭球建功和出乎意料地支援鋒線進攻。他在防線上以勇敢、戰士靈魂和驚人的死球入球而成為費倫巴治球迷的寵兒。他們都稱他為TOTA，是天才（Talento）、自豪（Orgulio）、技巧（Tecnico）和抱負（Ambicion）這四個詞語的第一個字母所組成的簡稱。 2009年4月12日，他在阿里·薩米揚球場的加拉塔沙雷打吡中由於拳打埃姆雷·阿西克而領紅並停賽五週。從那時起，他便與支持者建立了緊密的關係，尤其是費倫巴治年輕人。
2009年，盧根奴與費倫巴治續約四年。2012年，他轉投巴黎聖日耳門，及至2013年初被外借至西甲馬拉加。

## 私生活
盧根奴與卡利納·朗絲蘿（Karina Roncio）結婚並育有三名孩子：尼古拉斯（Nicolás）、蒂亞戈（Thiago）和比安卡（Bianca），他的長子尼古拉斯現效力費倫巴治青訓。蒂亞戈和比安卡都是生於伊斯坦堡。他視後衛乌戈·德莱昂和保罗·蒙特罗為英雄。

## 國際賽入球
| #  | 日期           | 地點                                      | 對手     | 入球  | 結果 | 性質               |
| -- | -------------- | ----------------------------------------- | -------- | ----- | ---- | ------------------ |
| 1. | 2008年6月14日  | 烏拉圭蒙特維多百年紀念球場                | 委內瑞拉 | 1 – 0 | 1–1  | 2010年世界盃外圍賽 |
| 2. | 2008年10月11日 | 阿根廷布宜諾斯艾利斯河床球場              | 阿根廷   | 1 – 2 | 1–2  | 2010年世界盃外圍賽 |
| 3. | 2009年3月28日  | 烏拉圭蒙特維多百年紀念球場                | 巴拉圭   | 2 – 0 | 2–0  | 2010年世界盃外圍賽 |
| 4. | 2009年11月14日 | 哥斯達黎加聖何塞里卡多·薩普里沙艾馬體育場 |          | 1 – 0 | 1–0  | 2010年世界盃外圍賽 |

## 榮譽
蒙特維多國民隊
- 烏甲：2000

聖保羅
- 聖保羅州足球甲級聯賽：2005
- 南美自由盃：2005
- 國際足協世界冠軍球會盃：2005
- 巴甲：2006

費倫巴治
- 土超：2006–07
  - 土耳其超級盃：2006–07、2008–09

## 外部連結
- （西班牙文）Diego Lugano's official website
- （英文）Information and Notes about Diego Lugano （页面存档备份，存于）
- （德文）Profile on transfermarkt.de （页面存档备份，存于）
- （英文）Football Database provides Diego Lugano's profile and stats （页面存档备份，存于）
- （土耳其文）Information and Pictures about Diego Lugano
- （英文）My first World Cup: Diego Lugano （页面存档备份，存于）. BBC Sport. Published 25 May 2010.